# Rendiconti Lincei. Matematica e Applicazioni
Rendiconti Lincei. Matematica e Applicazioni is een internationaal, aan collegiale toetsing onderworpen wetenschappelijk tijdschrift op het gebied van de wiskunde.
De naam wordt in literatuurverwijzingen meestal afgekort tot Rend. Mat. Acc. Lincei
Het wordt uitgegeven door de European Mathematical Society en verschijnt 4 keer per jaar.
Het eerste nummer verscheen in 1998